# Stadio Grünfeld
Il campo sportivo Grünfeld è uno stadio della città di Rapperswil-Jona del Canton San Gallo in Svizzera. La capienza dello stadio è di 2 500 spettatori di cui 1 000 seduti.
È attualmente il campo principale del F.C. Rapperswil-Jona e del F.C. Rapperswil-Jona Frauen.
Fu inaugurato il 24 luglio 2004 ospitando in una gara amichevole terminata 3-3 il Werder Brema.
Nel centro sportivo inaugurato nel 1986 sono stati realizzati altri 5 campi di calcio a disposizione per le squadre giovanili di entrambi i club:
- Campo 2 (2014), in erba sintetica di dim. 100 x 64 con 200 posti in piedi;
- Campo 3 (1986), in erba naturale di dim. 100 x 64 con 1 000 posti in piedi;
- Campo 4 (1986), in erba naturale di dim. 100 x 64 con 1 000 posti in piedi;
- Campo 5 (2006), in erba sintetica di dim. 100 x 64 con 1 000 posti in piedi;
- Campo 6 (non omologato), sterrato di dim. 60 x 45, per gli juniores.